# Tour della nazionale maschile di rugby a 15 della Francia 2022
A luglio 2022 la nazionale francese di rugby allenata da Fabien Galthié fu impegnata in un tour in Giappone.
Erano in programma due test match contro i Sakura, uno a Toyota nello stadio omonimo, e l'altro allo Stadio nazionale di Tokyo.
Le due squadre non si incontravano in un test match dagli impegni di fine anno del 2017, e in tale occasione l'incontro terminò in un pareggio 23-23.
La Francia entrava nel tour da nazione numero 1 del ranking mondiale World Rugby, e il primo test fu vinto in maniera convincente con 19 punti di scarto, 42-23 con due mete personali di Damian Penaud.
Il secondo test match a Tokyo vide una vittoria francese di misura, 20-15, e alquanto faticosa.
Nonostante le due vittorie, la Francia non mantenne la prima posizione del ranking perché l'Irlanda, vincendo nello stesso periodo la serie in Nuova Zelanda per 2-1 contro gli All Blacks, la sorpassò in classifica mandandola al secondo posto.

## Risultati
| Arbitro: | Frank Murphy |

|                         |      |                                                    |
| Tatafu 14’ Fifita 80+1’ | mt   | 3’, 58’ Penaud 45’ Lebel 61’ Moefana 68’ Bourgarit |
| Lee 14’, 80+1’          | tr   | 3’, 45’, 58’, 68’ Jaminet                          |
| Lee 6’, 25’, 54’        | c.p. | 19’, 29’, 52’ Jaminet                              |

| Arbitro: | Mike Adamson |

|                   |      |                         |
| Yamanaka 15’, 40’ | mt   | 11’ Lebel 71’ Couilloud |
| Seung-Sin 40’     | tr   | 11’ Lucu 71’ Jalibert   |
| Seung-Sin 23’     | c.p. | 53’ Lucu 66’ Jalibert   |